# Abra de San Miguel
Abra de San Miguel ist eine Ortschaft im Departamento Tarija im südamerikanischen Anden-Staat Bolivien.

## Lage im Nahraum
Abra de San Miguel ist eine von vier Ortschaften des Kanton Chaguaya im Municipio Padcaya in der Provinz Aniceto Arce. Die Ortschaft liegt auf einer Höhe von 2061 m  wenige Kilometer östlich des Río Camacho, der weiter unterhalb an der Stadt Valle de Concepción (früher: Uriondo) vorbeifließt und in den Río Rochero mündet. 

## Geographie
Abra de San Miguel liegt günstig zwischen den verschiedenen Klimazonen des Landes am Rande der östlichen Anden-Gebirgskette am Übergang zum bolivianischen Tiefland, so dass meist mildes und angenehmes Wetter herrscht. In den Sommermonaten kommt es häufig zu wolkenbruchartigen Gewittern, der Rest des Jahres ist ausgesprochen niederschlagsarm.
Die mittlere Durchschnittstemperatur der Region liegt bei 19 °C (siehe Klimadiagramm Tarija), die monatlichen Durchschnittstemperaturen schwanken zwischen 14 °C im Juni und Juli und 22 °C im Dezember bis März. Der Jahresniederschlag beträgt etwa 550 mm, bei einer ausgeprägten Trockenzeit von April bis Oktober mit Monatsniederschlägen zwischen 0 und 30 mm, und einer Feuchtezeit von Dezember bis Februar mit Monatsniederschlägen von etwa 120 mm. 

## Verkehrsnetz
Abra de San Miguel liegt in einer Entfernung von 59 Straßenkilometern südlich von Tarija, der Hauptstadt des Departamentos.
Von der Tarija aus führt die asphaltierte Nationalstraße Ruta 1 nach Südosten in Richtung auf die Städte Padcaya und Bermejo. Nach siebzehn Kilometern zweigt von der Hauptstraße die asphaltierte Ruta 45 nach Westen ab, überquert nach fünf Kilometern das Tal des Río Guadalquivir und erreicht nach drei Kilometern die Ortschaft Valle de Concepción. Von dort führt die Ruta 45 als unbefestigte Landstraße in südwestlicher Richtung und erreicht über Chocloca und Juntas nach dreißig Kilometern die Ortschaft Chaguaya. Von dort aus sind es noch einmal vier Kilometer in südöstlicher Richtung auf asphaltierter Straße bis Abra de San Miguel und weitere zwölf Kilometer bis Padcaya. 

## Bevölkerung
Die Einwohnerzahl der Ortschaft ist in den vergangenen beiden Jahren um fast ein Drittel zurückgegangen:
| Jahr | Einwohner | Quelle       |
| ---- | --------- | ------------ |
| 1992 | 303       | Volkszählung |
| 2001 | 309       | Volkszählung |
| 2012 | 221       | Volkszählung |
| 2024 |           | Volkszählung |